# Quaternar
Ein Quaternar ist in der Verslehre ein aus vier Versfüßen bestehendes Versmaß. In metrischer Formelnotation wird der Quaternar durch die hochgestellte Zahl 4 nach der Abkürzung des Versfußes gekennzeichnet.
Weitgehend synonym ist auch die Bezeichnung Tetrapodie, die vor allem verwendet wird, wenn einem dem Vers untergeordnete metrische Einheit bezeichnet werden soll, zum Beispiel ein Halbvers oder Kolon.
Beispiele für Quaternare in der lateinischen Dichtung sind:
- Jambischer Quaternar (ja4):

×—ˌ×—ˌ×—ˌ◡◠, auch katalektisch (ja4c) als ×—ˌ×—ˌ×—ˌ◠
- Trochäischer Quaternar (tr4):

—◡ˌ—×ˌ—◡ˌ—◠, auch katalektisch (tr4c) als —◡ˌ—×ˌ—◡ˌ◠
- Anapästischer Quaternar (an4):

◡◡—ˌ◡◡—ˌ◡◡—ˌ◡◡◠
- Kretischer Quaternar (cr4):

—×—ˌ—◡—ˌ—◡—ˌ—◡◠
- Bacchischer Quaternar (ba4):

×——ˌ×——ˌ×——ˌ×—◠
Bei Versfüßen, für die Monopodie gilt (das heißt, dass der Versfuß dem Metron entspricht), ist der Quaternar das gleiche wie der Tetrameter. Das gilt insbesondere für den daktylischen Tetrameter (da4) auch bekannt als Alkmanischer Vers:
—◡◡ˌ—◡◡ˌ—◡◡ˌ—◡◡
In der akzentuierenden Metrik moderner Sprachen wie dem Deutschen entspricht der Tetrapodie der Vierheber.